# Howard Florey
Howard Walter Florey, Barão Florey (Adelaide, 24 de setembro de 1898 — Oxford, 21 de fevereiro de 1968) foi um farmacêutico australiano.
Foi agraciado com o Nobel de Fisiologia ou Medicina de 1945, por contribuir para a descoberta da penicilina. Em 1946, recebeu o título de doutor honoris causa da Universidade de São Paulo.

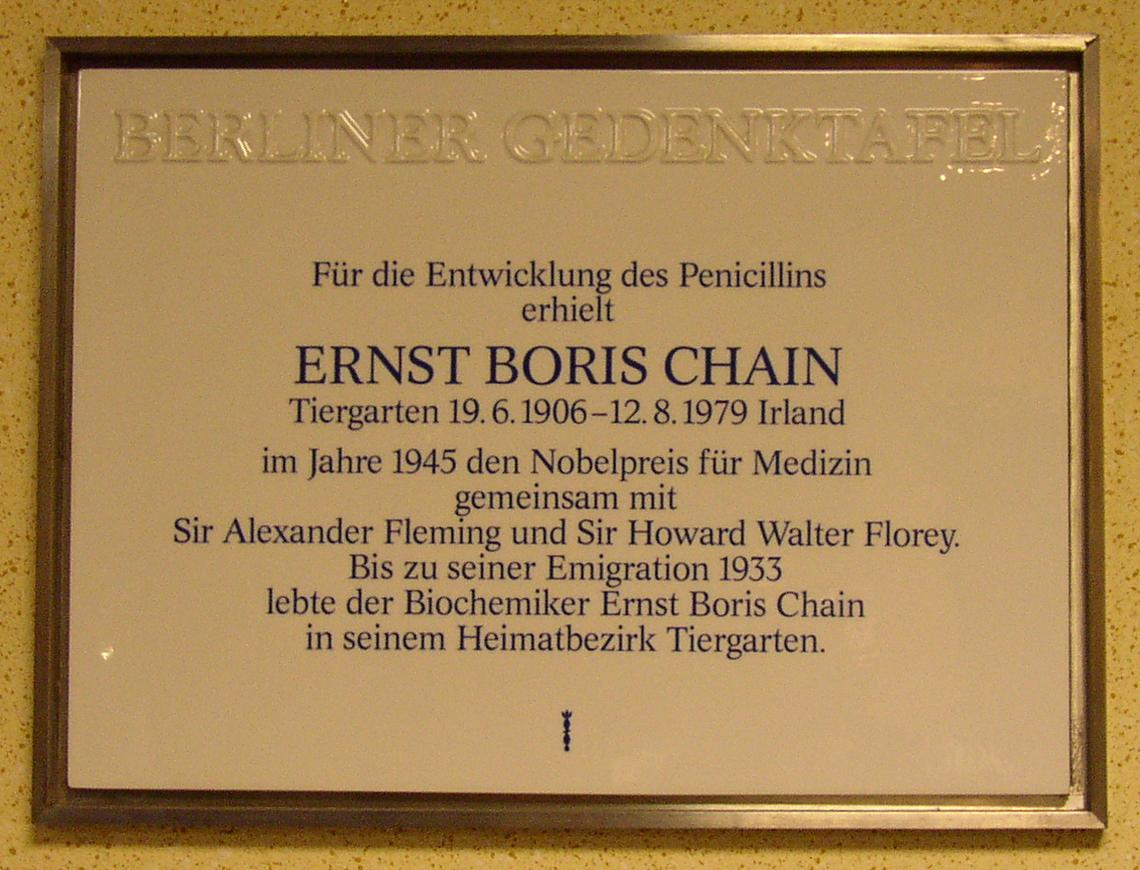
Placa em memória de Florey em Berlim.

Florey teve um papel fundamental nos primeiros ensaios clínicos, em 1941, no hospital Radcliffe Infirmary, em Oxford. 
Após ensaios em animais, Florey e a sua equipa testaram a penicilina no primeiro paciente humano,  a Albert Alexander, um polícia de 43 anos, que desenvolveu uma infeção generalizada, provocada por um corte numa roseira. Durante quatro dias, foram-lhe administradas doses de penicilina, e a melhoria do paciente foi notável logo após as primeiras 24 horas de tratamento. Contudo, o fornecimento de penicilina terminou antes do tratamento ter sido completado, pelo que o paciente acabou por falecer.
Dos cinco pacientes a serem tratados em seguida, quatro recuperaram das suas infeções graças ao tratamento com penicilina. 

Para além do prêmio Nobel, Florey foi condecorado com o título de Barão (Barão Florey de Adelaide) no ano de 1965.